# Théorème de Baire
Espace de Baire redirige ici. Ne pas confondre avec l’espace de Baire ℕℕ.
Le théorème de Baire, dit aussi lemme de Baire, est un théorème de topologie dû au mathématicien René Baire.

## Espaces de Baire
On dit qu'un espace topologique est un  espace de Baire si toute intersection dénombrable d'ouverts denses est dense. De façon équivalente, un espace topologique est de Baire si toute union dénombrable de fermés d'intérieurs vides est d'intérieur vide, ou encore, si le seul ouvert maigre est le vide. Le lemme (ou théorème) de Baire donne des conditions suffisantes pour que certains espaces soient de Baire.

## Énoncé du théorème de Baire
Le théorème de Baire est constitué de trois affirmations :
1. Tout espace localement compact est de Baire. Par conséquent : un espace localement compact non vide n'est pas la réunion dénombrable de fermés d'intérieur vide ;
2. Tout espace complètement métrisable est de Baire ;
3. Tout ouvert d'un espace de Baire est de Baire (pour la topologie induite).

Un espace E est dit « complètement de Baire » si tout fermé de E est de Baire. Pour les espaces localement compacts et les espaces complètement métrisables, cette propriété supplémentaire est automatique.

## Quelques applications

### Analyse
- Analyse fonctionnelle :
  - théorèmes de l'application ouverte, du graphe fermé, de l'isomorphisme de Banach,
  - théorème de Banach-Steinhaus,
  - théorème de la limite simple de Baire,
  - théorème de Blumberg,
  - dans l'espace de Banach des fonctions continues sur [0, 1], le sous-ensemble des fonctions nulle part dérivables contient un Gδ dense ;
- Caractérisation des polynômes réels[2],[3],[4],[5],[6],[7] : si f est une fonction C∞ telle que {\displaystyle \forall x\in \mathbb {R} \quad \exists n\in \mathbb {N} \quad f^{(n)}(x)=0}, alors c'est un polynôme (on peut noter l'inversion de quantificateurs avec la caractérisation évidente {\displaystyle \exists n\in \mathbb {N} \quad \forall x\in \mathbb {R} \quad f^{(n)}(x)=0}).
Plus généralement[8],[9], il suffit de supposer que {\displaystyle \forall x\in \mathbb {R} \quad \exists n\in \mathbb {N} \quad f^{(n)}(x)\in D}, où D est un ensemble au plus dénombrable arbitraire.

### Topologie
- Connexité du tipi de Cantor
- Théorème de superposition de Kolmogorov
- Tout espace métrique complet non vide et sans point isolé est infini non dénombrable[10].
- Plus généralement, toute intersection dénombrable d'ouverts denses d'un espace de Baire séparé, non vide et sans point isolé est infinie non dénombrable[11].
- Dans un espace de Banach de dimension infinie, toute base est non dénombrable (voir Espace vectoriel normé, § Complétude)[12].

## Preuve
1. ↑  Toutes trois démontrées par exemple dans le chapitre « Propriété de Baire » de la leçon « Topologie générale » sur Wikiversité. Pour le second point (également démontré dans Jacques Dixmier, Topologie générale, Paris, PUF, 1981, p. 66, 74 et Georges Skandalis, Topologie et Analyse, 3e année, Paris, Dunod, 2004, p. 115), on utilise le théorème des fermés emboîtés.